# Manitoba (jezioro)
Manitoba (ang. Lake Manitoba, fr. Lac Manitoba) – jezioro w środkowej Kanadzie, które wraz z sąsiednimi jeziorami Winnipeg i Winnipegosis stanowi pozostałość czwartorzędowego jeziora Agassiz. To rozległe jezioro o powierzchni 4704 km² jest wyjątkowo płytkie, jego maksymalna głębokość to 7 m. Wykazuje jednocześnie tendencje do zanikania. Na północnym krańcu tego jeziora uchodzą wody jeziora Winnipegosis, natomiast wody samego jeziora Manitoba odpływają na wschodzie do jeziora Winnipeg.